# Дарио Вранеш
Дарио Вранеш (Пљевља, 18. октобар 1983) је црногорски љекар и политичар, који од 2023. године обавља функцију предсједника општине Пљевља.

## Биографија
Дарио Вранеш је рођен 18. октобра 1983. године у Пљевљима, од оца Јагоша, љекара интернисте, и мајке Наде (рођене Дујовић), дипломиране правнице. Основну школу и гимназију завршио је у родном граду. Након одслуженог војног рока, уписује студије на Медицинском факултету Универзитета у Српском Сарајеву, које је успешно окончао.
Запослен је у Општој болници у Пљевљима као специјализант опште хирургије.

## Политичка каријера
На функцију предсједника општине Пљевља изабран је 26. априла 2023. године, након што је за њега гласало 24 одборника владајуће већине, док су против били одборници Демократске партије социјалиста и Бошњачке странке . Приликом полагања заклетве, изјавио је: „Заклињем се да ћу функцију предсједника Општине обављати у складу са законом и Статутом Општине. Тако ми Бог помогао“, након чега се прекрстио .
У свом првом обраћању, истакао је да ће одлуке доносити у консултацији са сарадницима и грађанима, нагласивши: „По своје лично мишљење нећу ићи у Подгорицу или не дај Боже у неку страну амбасаду“ .

## Јавни наступи и активности
У октобру 2023. године, Вранеш је боравио у Београду, где се састао са министром одбране Србије и лидером Српске напредне странке, Милошем Вучевићем. Том приликом, разговарали су о могућностима сарадње и инвестиционим потенцијалима општине Пљевља .

## Лични живот
По националности је Србин и верник Српске православне цркве. Ожењен је и има троје деце.